# Weserübung hadművelet
A Weserübung hadművelet a Harmadik Birodalom hadserege által a második világháború során Dánia és Norvégia ellen végrehajtott invázió fedőnevéül szolgáló kifejezés. A szó voltaképpeni jelentése „Weser-gyakorlat”, a Weser német folyó neve után. Nevét onnan kapta, hogy főleg Bréma és Wilhelmshaven térségéből indultak útnak az inváziós erők Norvégia felé, ami a Weser torkolati szakaszát jelentette.

## A kezdetek
1940. április 9-ének – a Wesertagnak – kora reggelén Németország lerohanta Dániát és Norvégiát; hivatalosan azért, hogy megelőzze a két ország Nagy-Britannia és Franciaország által tervezett (és a nyilvánosság előtt fontolgatott) megszállását. Megérkezésük után a német inváziós csapatok küldöttsége értesítette a megtámadott országok kormányait, hogy a Wehrmacht azért jött, hogy „megvédje a két állam semlegességét a brit-francia agresszió ellenében”. A két skandináv ország közti földrajzi és éghajlati eltérések következtében a katonai műveletek igencsak eltérően zajlottak le.
Az inváziós flotta hivatalos partraszállási időpontját – a Weserzeitet – német idő szerint hajnali 5 óra 15 percre, norvég idő szerint 4 óra 15 percre tűzték ki.

## Politikai és katonai háttér
1939 tavaszától a brit Admiralitás szemében Skandinávia a Németországgal a jövőben kirobbanó konfliktus egyik potenciális hadszínterévé avanzsált. A brit kormány vonakodott még egy szárazföldi konfliktusba bonyolódni a kontinensen, mivel tartottak az első világháború megismétlődésétől. Ezért a németek közvetett meggyengítése érdekében egy blokád felállítását tervezték. A német ipar nagyban függött a Svédország északi lelőhelyein kitermelt vasérctől, amelynek jelentős részét a norvég Narvikban hajózták be. A norvég partvidék ellenőrzése pedig még szorosabbra fonta volna a gyűrűt Németország körül.
1939 októberében a német haditengerészet (Kriegsmarine) parancsnoka, Erich Raeder tengernagy megbeszélést folytatott Adolf Hitlerrel a norvégiai brit bázisok létrehozása jelentette veszélyről és felvetette annak lehetőségét, hogy ezeket a támaszpontokat Németországnak kellene megszereznie, mielőtt a britek ráteszik a kezüket. A haditengerészet érvelése szerint Norvégia birtoklása lehetővé tette volna a közeli tengerek ellenőrzését és ugródeszkául szolgálhatott volna az Egyesült Királyság elleni további hadműveletekhez. Azonban ez idő tájt a Wehrmacht nem mutatott különösebb érdeklődést a terv iránt, ezért Hitler ekkor még csak a Németalföldön keresztül kivitelezett szárazföldi offenzívát hangsúlyozó utasítást adott ki.
November végén Winston Churchill, mint a brit háborús kabinet újonnan kinevezett tagja, a norvég vizek elaknásítását javasolta. Ezzel kikényszeríthették volna, hogy a vasércszállító hajók az Északi-tenger nyílt vizein haladjanak át, ahol ki lettek volna szolgáltatva a Royal Navy egységeinek. Neville Chamberlain miniszterelnök és Lord Halifax külügyminiszter azonban elutasította az ötletet, mivel tartottak a semleges országok – többek között az Egyesült Államok – ellenséges reakciójától. A Finnország és a Szovjetunió között 1939 novemberében kitört téli háború apropóján Churchill újra előhozakodott az aknazár tervével, de ismét sikertelenül.
December folyamán Nagy-Britannia és Franciaország komoly tervezésbe fogott a finnek megsegítése érdekében. Ezen elképzelések értelmében csapatok szálltak volna partra Narvikban, a svéd vasércexport fő kikötőjénél, hogy Svédországon keresztül Finnországba jussanak. Mindamellett így lehetőség nyílt volna a svéd bányakörzetek elfoglalására is. A terv elnyerte Chamberlain és Halifax támogatását is. Számítottak Norvégia együttműködésére, ami számos jogi bonyodalomtól megkímélte volna a briteket. Azonban a norvég és a svéd felekhez intézett felszólítások heves ellenkezést szültek. A tervek kidolgozása ugyan folytatódott, ám a hadművelet jogossága megszűnt, amikor 1940. március 12-én Finnország békét kért.

### Tervezés
A vasérc-utánpótlásra veszélyt jelentő szövetséges mozgolódásra válaszul Hitler 1939. december 14-én utasította a Wehrmacht főparancsnokságát, az OKW-t, hogy kezdje meg a Norvégia elleni invázió előzetes tervezését. Ez a terve a Studie Nord fedőnév alatt készült és mindössze egy gyalogos-hadosztály bevetését irányozta elő.
1940. január 14-e és 19-e között a Kriegsmarine elkészült a terv fejlesztett és kiterjesztett változatával, amely két kulcsmozzanatra alapozta a hadművelet sikerét. Elsőként hangsúlyozta a meglepetés létfontosságú szerepét, amely lehetővé teszi, hogy a támadók megakadályozzák a helyi ellenállás megszerveződését és a brit intervenciót. Másodikként a csapatoknak a hadműveleti zónába szállítását a lassú kereskedelmi hajók helyett a nagyobb sebesség elérésére képes hadihajókra bízta. Ezzel lehetővé vált az összes célpont egyidejű elfoglalása és a hagyományos szállítóeszközök korlátozott hatótávjának kiküszöbölése. A terv ezúttal egy teljes hadtest bevetésével számolt, amely egy hegyivadász és egy légideszant-hadosztályból, egy gépesített lövészezredből és két gyalogos-hadosztályból állt. Az inváziós csapatok fő célpontjai a következők voltak:
- Oslo, a norvég főváros, illetve az alábbi kikötők és nagyvárosok:
- Bergen
- Narvik
- Tromsø
- Trondheim
- Stavanger

A terv mindezen túl megkövetelte a dán és a norvég uralkodó gyors őrizetbe vételét, amivel tovább óhajtotta gyengíteni a várható ellenállást.
1940. február 21-én Nikolaus von Falkenhorst tábornokot bízták meg a hadművelet parancsnokságával. Falkenhorst az első világháború során Finnországban harcolt, és így tapasztalatokra tett szert a sarkvidéki hadviselés terén. Ő azonban csak a szárazföldi csapatok feletti parancsnokságra vállalkozott, Hitler egységes parancsnoki irányításra vonatkozó óhaja ellenére is.
A terv végső változatát Weserübung hadműveletnek nevezték el 1940. január 27-én. Ez alapján a XXI. hadtestben (XXI. Armeekorps) helyett kapott a 3. hegyivadász hadosztály és öt gyalogos hadosztály, utóbbiak érdemleges harci tapasztalatok nélkül. Az első hullámban három hadosztály támadó hadmozdulatait határozták meg, míg a fennmaradó egységeket a második hullámban tervezték bevetni. Három ejtőernyős századot jelöltek ki a repülőterek elfoglalására. A 2. hegyivadász hadosztály bevetéséről később döntöttek.
A terv kezdetben Norvégia megszállásával és a dán repülőterek diplomáciai úton történő megszerzésével számolt. Hitler azonban március 1-jén új utasítást adott ki, amely mindkét ország inváziójáról rendelkezett. Erre a Luftwaffe miatt volt szükség, mivel a légierő bejelentette igényét a vadászrepülő-támaszpontok és a légvédelmi harcálláspontok elfoglalására. Ennek érdekében hozták létre a XXXI. hadtestet, amely két gyalogos hadosztályt és a 11. gépesített lövészezredet foglalta magában. A teljes hadműveletet a X. légihadtest támogatta, amely mintegy 1000 darab, különféle típusú harci repülőgéppel rendelkezett.

### Előzmények

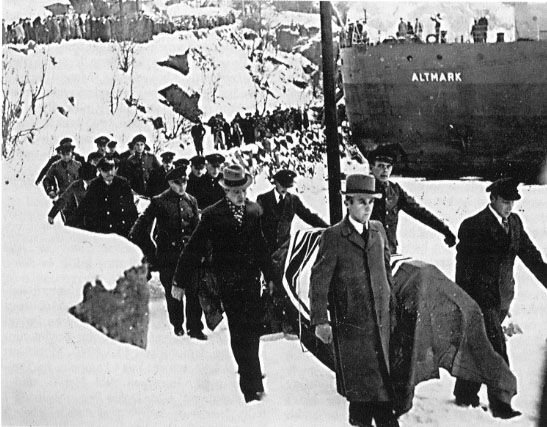
az Altmark halottait a partra szállítják

Februárban egy brit rombolóraj a norvég felségvizeken megtámadta az Atlanti-óceánról az Admiral Graf Spee által ejtett foglyokkal hazatérőben lévő Altmark ellátóhajót. Mivel a nemzetközi egyezmények nem tiltották a hadifoglyok semleges vizeken való szállítását, előzőleg a Seekriegsleitung (a német flotta főparancsnoksága) azt az utasítást küldte a hajó kapitányának, hogy álcázás nélkül, a hajója valódi nevét feltüntetve térjen vissza Németországba. Az első támadás elől a Jøssing-fjordba húzódó Altmarkot az éjszaka folyamán megtámadta a Cossack brit romboló a helyszínen lévő kisebb norvég hadihajók tiltakozása ellenére. A hajó legénységéből több fegyvertelen civilt lelőttek illetve megsebesítettek, néhányukat a jeges vízben való menekülés közben, majd kiszabadították a hajó rakterében elszállásolt – és a norvég hatóságoknak hivatalosan be nem jelentett – mintegy 300 brit alattvalót. Rövid fosztogatás után – mivel a partra futtatott Altmarkot zsákmányul ejteni nem tudták – a hajót személyzetével együtt hátrahagyva távoztak.
A németek úgy vélték, hogy a helyszínen lévő norvég hadihajók képesek lettek volna megakadályozni a brit agressziót, de a fellépésük elmaradása arra a következtetésre juttatta őket, hogy Norvégia nem tanúsítana ellenállást egy esetleges brit megszállással szemben sem, amit viszont Németország mindenképpen el akart kerülni. Hitler emiatt február 19-én felgyorsíttatta a hadművelet előkészítését.

## Dánia lerohanása

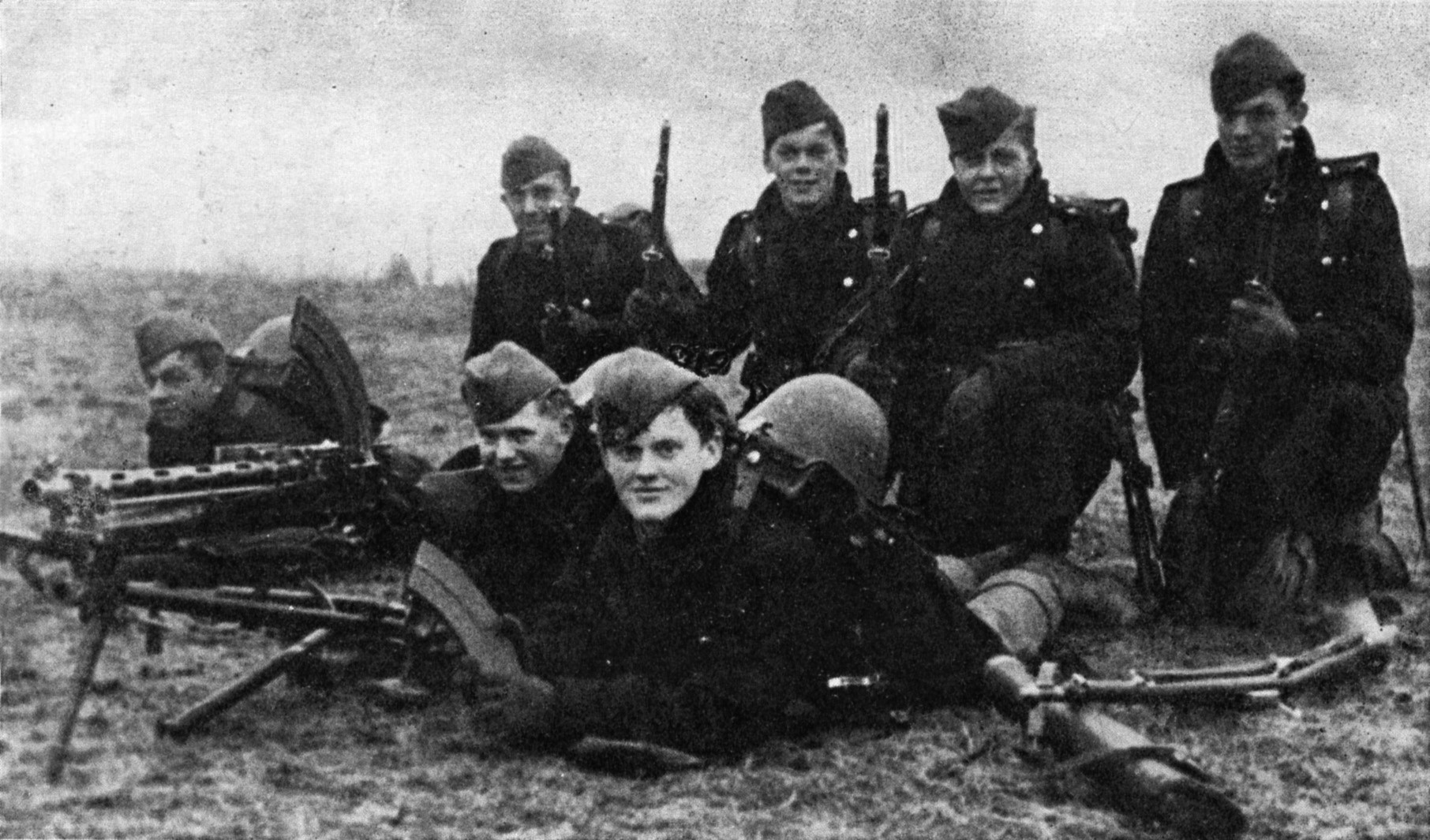
Dán katonák 1940. április 9-én

Stratégiai szempontból Dánia nem bírt különösebb jelentőséggel a németek számára, bár hasznosnak bizonyult a norvég hadműveletek ugródeszkája gyanánt, és mint a Birodalommal határos országot, célszerű volt valamilyen módon ellenőrzés alá vonni. Lévén az ország kicsi és teljesen síkvidéki, ideális terepnek bizonyult a német offenzíva kibontakoztatásához, a csekély erőkből álló dán hadseregnek pedig nem sok reménye volt a sikeres ellenállást illetően. Ennek ellenére április 9-ének reggelén néhány dán ezred megütközött a behatolókkal és megadásuk előtt pár tucat fős veszteséget szenvedtek.
Miután 1000 főnyi német gyalogság szállt partra a koppenhágai kikötőben, a királyi testőrség egységei felvették a harcot a németekkel. Az első lövések eldördülte után azonban He 111 és Do 17 típusú bombázó gépekből álló kötelékek dübörögtek át a város felett. X. Keresztély király, szembesülve a Luftwaffe nyílt, a koppenhágai polgári lakosságot sújtó bombázásokkal való fenyegetésével, – a belügyekkel kapcsolatos szuverenitás megőrzéséért cserébe – szinte azonnal kapitulált. Ennek is köszönhetően Dániának meglehetősen elnéző német megszállást kellett elviselnie, különösen 1943 nyaráig, amelynek révén többek között lehetővé vált az ország zsidó lakossága elleni atrocitások elodázása, amíg a 8000 főnyi zsidó közösség tagjai közül szinte mindenkinek sikerült Svédországba szöknie (összesen kb. 500 dán zsidót deportáltak és közülük is „csak” 50 fő esett áldozatul a holokausztnak).

## Norvégia megszállása

### Indítékok, harcrend

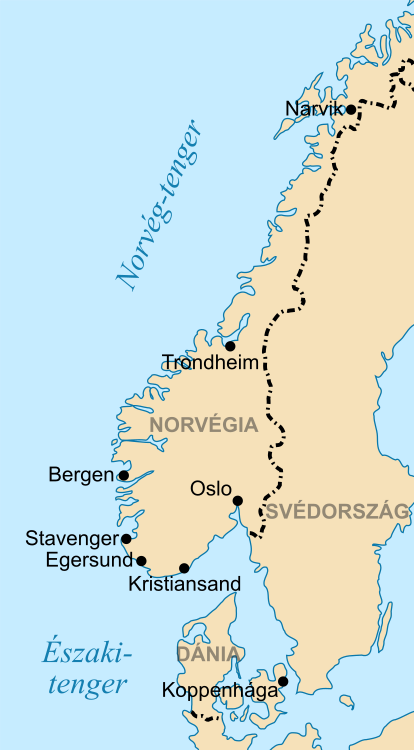
Német partraszállási helyszínek a Weserübung hadművelet kezdeti szakaszában.

Norvégia két ok miatt volt fontos Németország számára: egyrészt haditengerészeti bázisként szolgált, többek között az észak-atlanti szövetséges hajózást nyugtalanító tengeralattjárók számára, másrészt pedig, hogy biztosítsa a svéd vasérc Narvik norvég kikötőn keresztüli hazajuttatását. A hosszú és tagolt partszakasz ideális támaszpontul szolgált a tengeralattjáróknak, hogy az atlanti vizekre kimerészkedve hajtóvadászatot intézzenek a brit kereskedelmi flotta egységei ellen, míg a svéd vasércet illetően Németország joggal aggódhatott, hogy a szövetségesek megkísérlik ellehetetleníteni a vasércszállítmányok bonyolítását, melynek 90%-a Narvikon keresztül zajlott.
A norvégiai inváziót a XXI. hadtest hajtotta végre Nikolaus von Falkenhorst tábornok parancsnoksága alatt és a következő főbb erőkkel rendelkezett:
- a 163. gyalogoshadosztály,
- a 69. gyalogoshadosztály,
- a 169. gyalogoshadosztály,
- a 181. gyalogoshadosztály,
- a 214. gyalogoshadosztály, illetve
- a 3. hegyivadász hadosztály két ezrede.

A kezdeti inváziós erőt a haditengerészet több köteléke szállította:
1. a Scharnhorst és a Gneisenau csatacirkáló távolfedezetében  2000 hegyivadász indult 10 rombolóval Narvikba Eduard Dietl tábornok parancsnoksága alatt, rombolónként 200 fős elosztással;
2. Trondheim elfoglalása az Admiral Hipper nehézcirkáló, 4 romboló és 1700 főnyi partraszálló erő feladata volt;
3. Bergent a Köln és a Königsberg könnyűcirkáló, a Bremse tüzérségi kiképzőhajó, a Karl Peters szállítóhajó, 3 torpedónaszád és 5 torpedócsónak, fedélzetükön 1900 fővel rohanta le;
4. Kristiansandot a Karlsruhe könnyűcirkáló, 3 torpedónaszád, 7 torpedócsónak és 1100 főnyi inváziós csapat támadta;
5. a Blücher nehézcirkáló, a Lützow nehézcirkáló (korábban ún. zsebcsatahajó), az Emden könnyűcirkáló, 3 torpedónaszád, 8 aknaszedő hajó és 2000 fő Oslóba, a főváros megszállására indult;
6. végül 4 aknaszedő hajó és 150 fő pedig Egersundot kapta célpontul.

### A megszállás menete

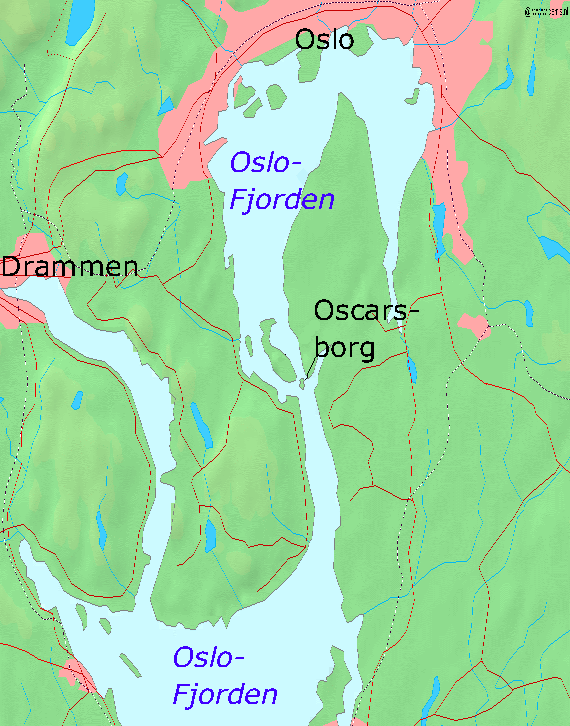
Az Oslo-fjord és az Oscarsborg-erőd

1940. április 8-án este az „5-ös Harccsoport”-ot (Kampfgruppe 5) észlelte a Pol III őrhajó, amit a támadók elfoglaltak; a hajó kapitánya, Leif Welding-Olsen volt az invázió első norvég áldozata.
A német hajók az Oslóba vezető fjordban haladtak felfelé, amíg el nem érték a Drøbak-szorost. Április 9-én 5 óra 15 perc körül az Oscarsborg-erőd két veterán, Moses és Aron névre hallgató Krupp-ágyúja és néhány hasonlóan kimustrálásra váró torpedó elsüllyesztette a Blücher nehézcirkálót, amelyet reflektorokkal világítottak meg. A hajó, amely a szűk fjordban képtelen volt manőverezni, fedélzetén 600 emberrel két órán belül elsüllyedt. Az erőd jelentette nyilvánvaló fenyegetés elegendő ideig késleltette az inváziós csoportosítás előrehaladását, hogy a norvégok evakuálják a királyi családot és a parlamentet, valamint az államkincstárat. Így Norvégia sosem adta meg magát Németországnak, és lévén a Quisling-kormány illegitim volt, szövetséges státusban vett részt a háborúban, nem mint megszállt ország. Ez a megszálló erő eredménytelenül kihátrált a fjordból (a Lützow is több találatot kapott).
Német légideszant csapatok landoltak az oslói Fornebu, a kristiansandi Kjevik, valamint a stavangeri Stola repülőtéren; ez utóbbit tekinthetjük a történelem első ejtőernyős (Fallschirmjäger) támadásának; a kjeviki akcióban a Luftwaffe pilótájaként részt vett Reinhard Heydrich is, a Cseh-Morva Protektorátus későbbi gauleitere.
Quisling rádión bejelentette az államcsíny végrehajtását.

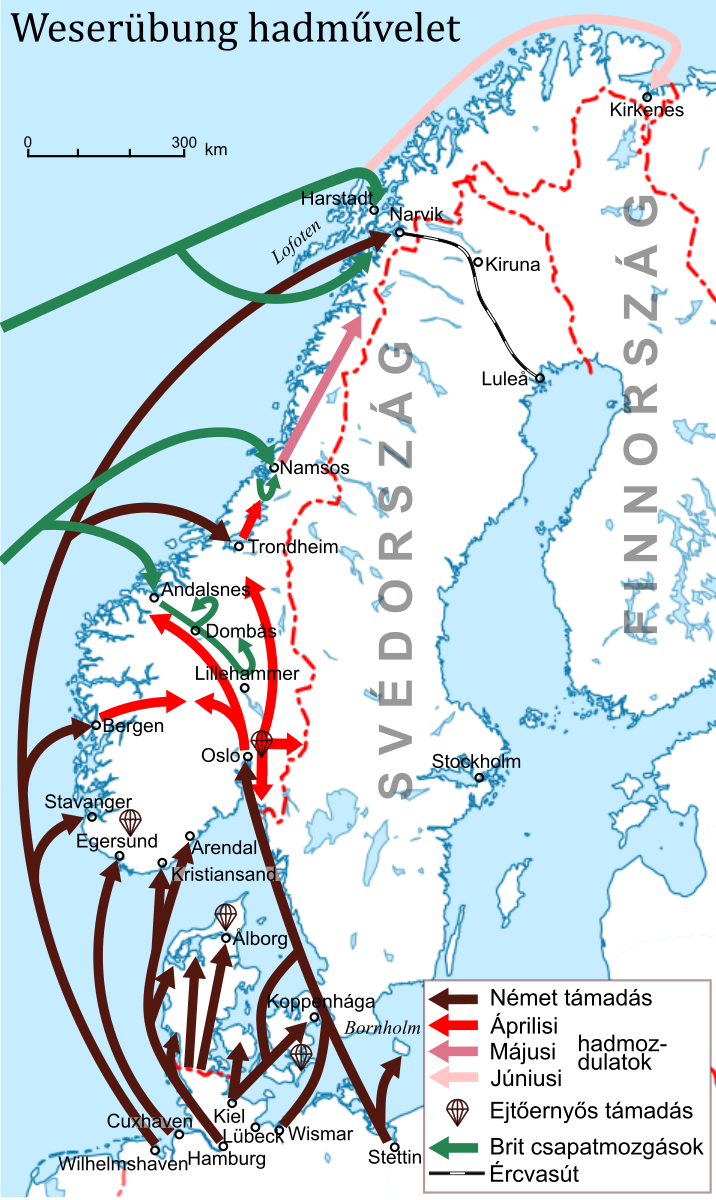
A német és szövetséges hadmozdulatok átfogó térképe

Részben a Blücher elsüllyesztésének köszönhetően a királyi család és a Storting, valamint a kormány szembeszállt a német megszálló erőkkel, VII. Haakon király visszautasította a megadási felszólításokat, majd a parlamenttel és az aranytartalékkal együtt északra húzódott az előrenyomuló németek elől.
A midtskogeni csata.
A Nybergsund bombázása.
Bergent, Stavangert, Egersundot, Kristiansandot, Arendalt, Hortent, Trondheimet és Narvikot 24 órán belül elfoglalták az inváziós csapatok.
A Norge és az Eidsvold norvég partvédő páncéloshajók hősiesen helytálltak Narviknál.
Lezajlott az első és a második narviki csata a Royal Navy és a Kriegsmarine között.
A német erők bevették Narvikot és 2000 főnyi hegyivadász csoportosítást szállítottak partra, de a Warspite csatahajó vezette brit tengeri ellentámadás során sikerült elsüllyeszteni a 10 német rombolót, miután azok kifogytak a lőszerből és az üzemanyagból.
Åndalsnes, Molde, Kristiansund, Steinkjer, Namsos és Bodø bombázása; e támadások célja részben harcászati jellegű volt, részben pedig a lakosság megfélemlítését célozta.
Megindult a németek fő szárazföldi támadása; a századfordulós fegyverekkel felszerelt norvég katonák némi brit és francia erősítéssel rövid időre feltartóztatták a behatolókat; ez volt az első szárazföldi összecsapás a britek és a németek között a II. világháború során.
Szárazföldi csaták Narvik környékén; a norvég és szövetséges (brit, francia, és lengyel) csapatok átmeneti sikere, amelyet a szövetséges csapatok kivonása követett; a Gratangen környéki harcok.
A Hegra-erőd május 5-éig ellenállt az ostromnak.
VII. Haakon norvég király, Olaf koronaherceg és a parlament június 7-én elhagyta Tromsøt a HMS Devonshire brit cirkáló fedélzetén, hogy a száműzetésben képviselje Norvégiát; Márta koronahercegnő, miután svéd honfitársaitól nem kapott menedéket, a finnországi Petsamón keresztül az Egyesült Államokba távozott Roosevelt elnök személyes meghívására. A háború évei alatt sokat tett azért, hogy Norvégia nemzetközi támogatása napirenden maradjon.
Norvégia 1940. június 10-én, két hónappal a Wesertag után kapitulált.

## Svédország és Finnország bekerítése
A Weserübung hadművelet nem foglalta magába a szintén semleges Svédország elleni támadást, mivel nem volt rá szükség. Norvégia, a Dán szorosok és a balti partvidék java része birtokában a Harmadik Birodalom északról, nyugatról és délről is körbevette Svédországot, míg keleten a Molotov–Ribbentrop-paktum révén Hitlerrel barátságos viszonyt ápoló Szovjetunió zárta be a kört.
Svédország és Finnország kereskedelmét a Kriegsmarine teljes ellenőrzés alatt tartotta. Ennek következményeként a németek sikeresen nyomást gyakoroltak a semleges svédekre, hogy engedélyezzék a német katonák és hadfelszerelés átvonulását az országon. Az 1940. június 18-án született egyezmény értelmében a katonák fegyvertelenül utaztak és Svédország területén nem hajtottak végre hadmozdulatot. Összesen mintegy 2 140 000 német katona és 100 000 német katonai vasúti szerelvény vette igénybe a svéd területeket, amíg 1943. augusztus 20-án hivatalosan is fel nem függesztették a csapatszállításokat.
1940 augusztusában – a téli háborút követően – Finnország hozzájárult, hogy a Wehrmacht csapatokat állomásoztasson az ország területén. Kezdetben az Észak-Norvégiába irányuló svédországi csapatszállítások biztosítására, később pedig kisebb bázisokon, amelyek a Barbarossa hadműveletre való felkészülés során egyre nagyobb szerepet kaptak.